# Tama (Kawasaki)
Tama (jap. 多摩区 Tama-ku) – jedna z 7 dzielnic Kawasaki, miasta w prefekturze Kanagawa, w Japonii.
Dzielnica została założona 1 kwietnia 1972 roku. Położona jest w północno-zachodniej części miasta. Graniczy z dzielnicami Takatsu, Miyamae, Asao, Setagaya, a także miastami Chōfu, Komae i Inagi. Na terenie dzielnicy znajdują się kampus Ikuta Senshū University, kampus Ikuta Meiji University oraz kampus Nishiikuta Japan Women’s University.

## Lokalne atrakcje
- Muzeum Sztuki Tarō Okamoto
- Nihon Minka-en
- Muzeum Fujiko F. Fujio